# Johan Daniel Degenaer

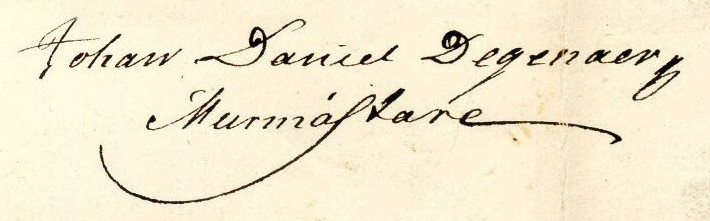
Degenaers namnteckning, 1775.

Johan Daniel Degenaer, död 1795, var en svensk murmästare och arkitekt. Han titulerade sig även ”slottsmurmästare”.

## Liv och verk
Degenaer blev inskriven som lärling 1764 och utskriven som gesäll 1766 och avlade mästarprovet den 29 mars 1775. Under åren 1769 till 1775 var han verksgesäll hos murmästare Gabriel August Zinckes änka, Sophia Zincke (född Burman). Hon uppträdde som arbetsgivare och företagare i byggbranschen och slutförde makens påbörjade byggprojekt. Degenaer uppförde 20 nybyggnader från 1770 till sin död 1795. I Stockholms stadsarkiv finns ett 70-tal bygglovsritningar signerade av Degenaer.
Samma år som han blev mästare utförde han en påbyggnad i kvarteret Sporren med kamrer Johan Richter som uppdragsgivare. Hans sista existerande ritning upprättade han den 28 september 1795. Projektet avsåg en om- och påbyggnad i kvarteret Tranbodarne med patron Hindrik Österman som beställare.
Till hans större kända arbeten hör ombyggnaden av Preissiska huset år 1775 med baron Fredrik Preis som byggherre, nybyggnad av den så kallade Sifwertska kasernen 1781–1783 för bryggaren Lorentz Sifwert samt Östanå slott som han byggde 1791–1794 för kommerserådet Simon Bernhard Hebbe under viss medverkan av arkitekten Louis Jean Desprez.

## Verk i urval

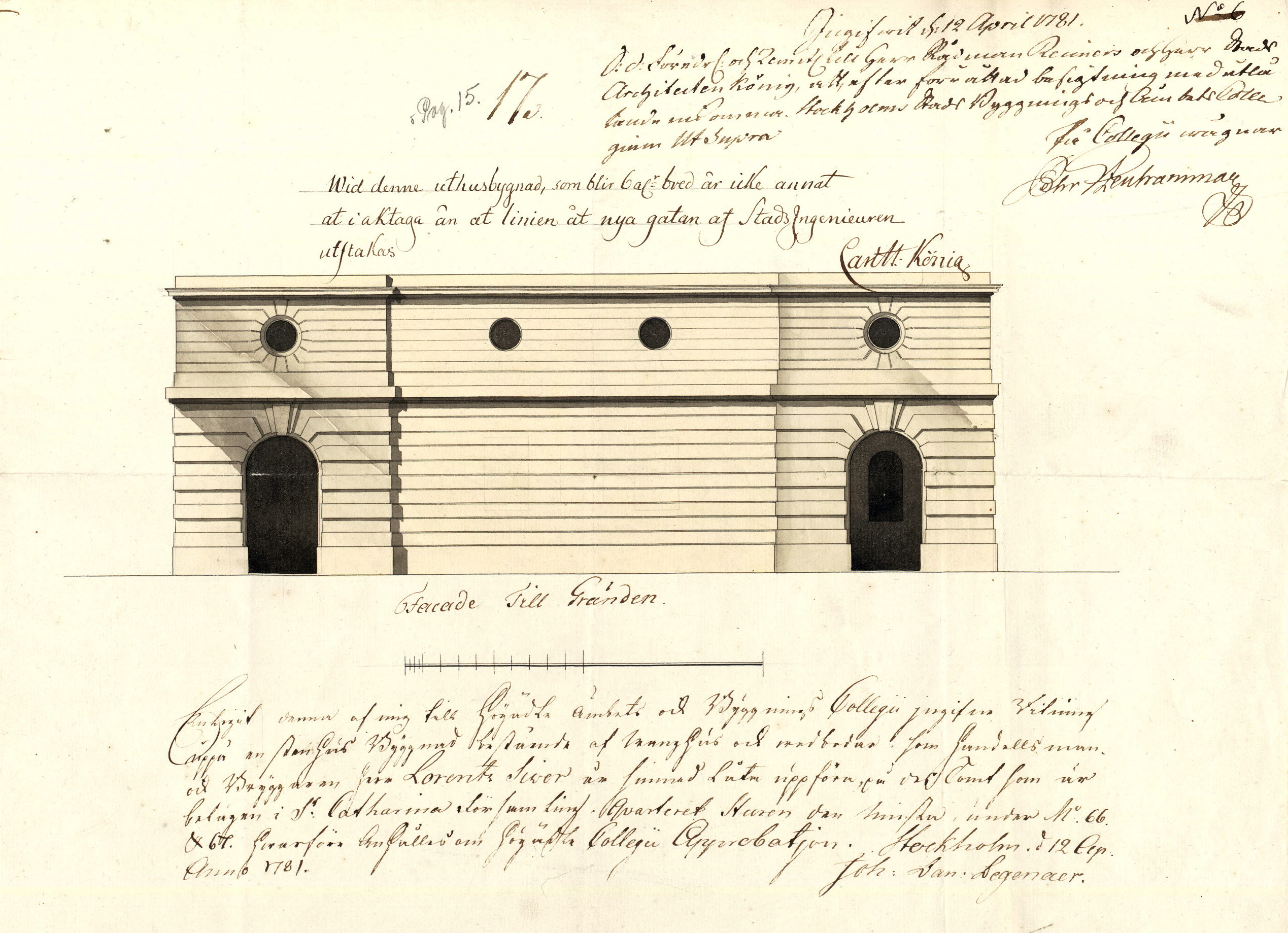
Nybyggnad i kvarteret Sturen mindre (vagnshus), 1781.
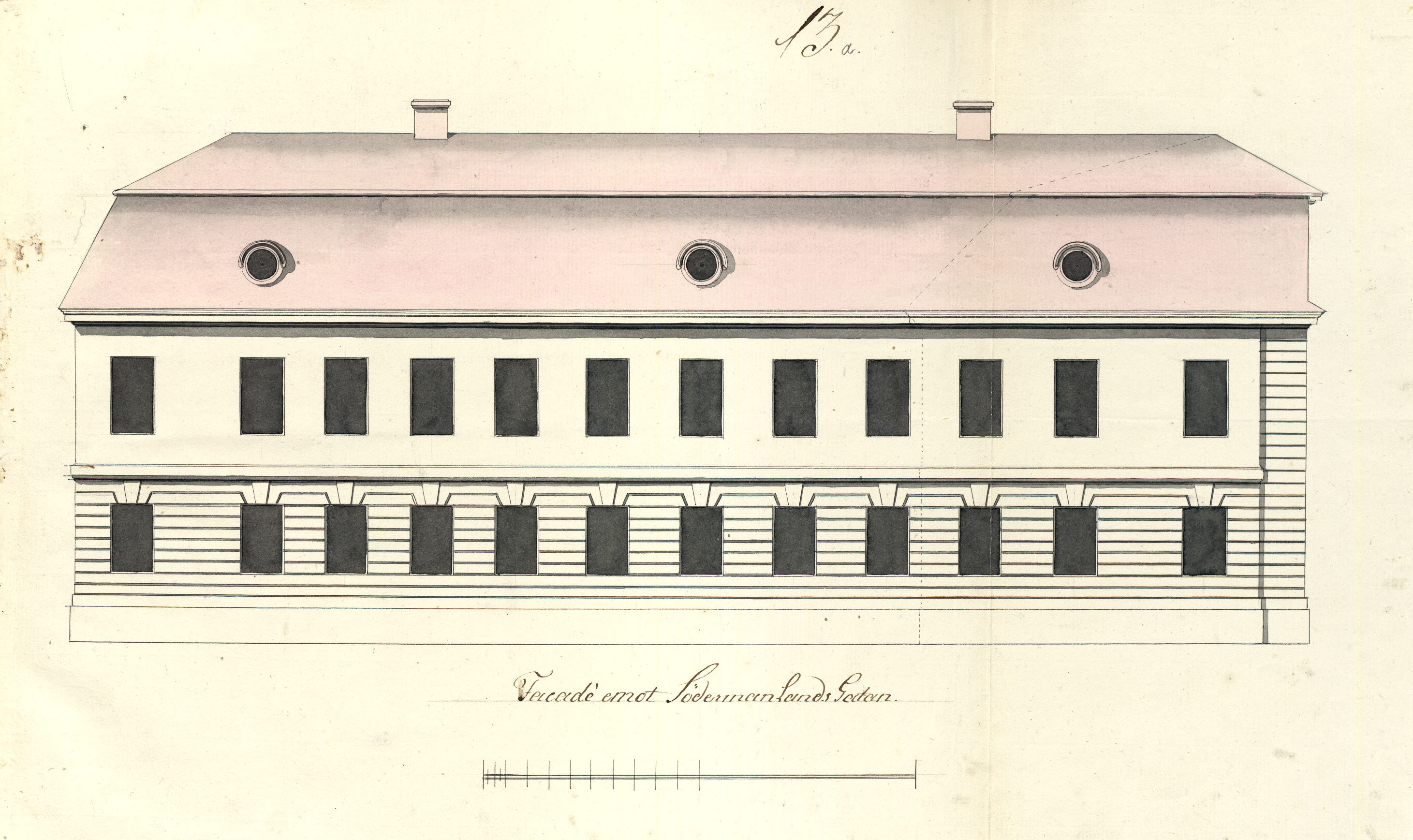
Nybyggnad i kvarteret Sturen mindre (Sifwertska kasernen), 1783.
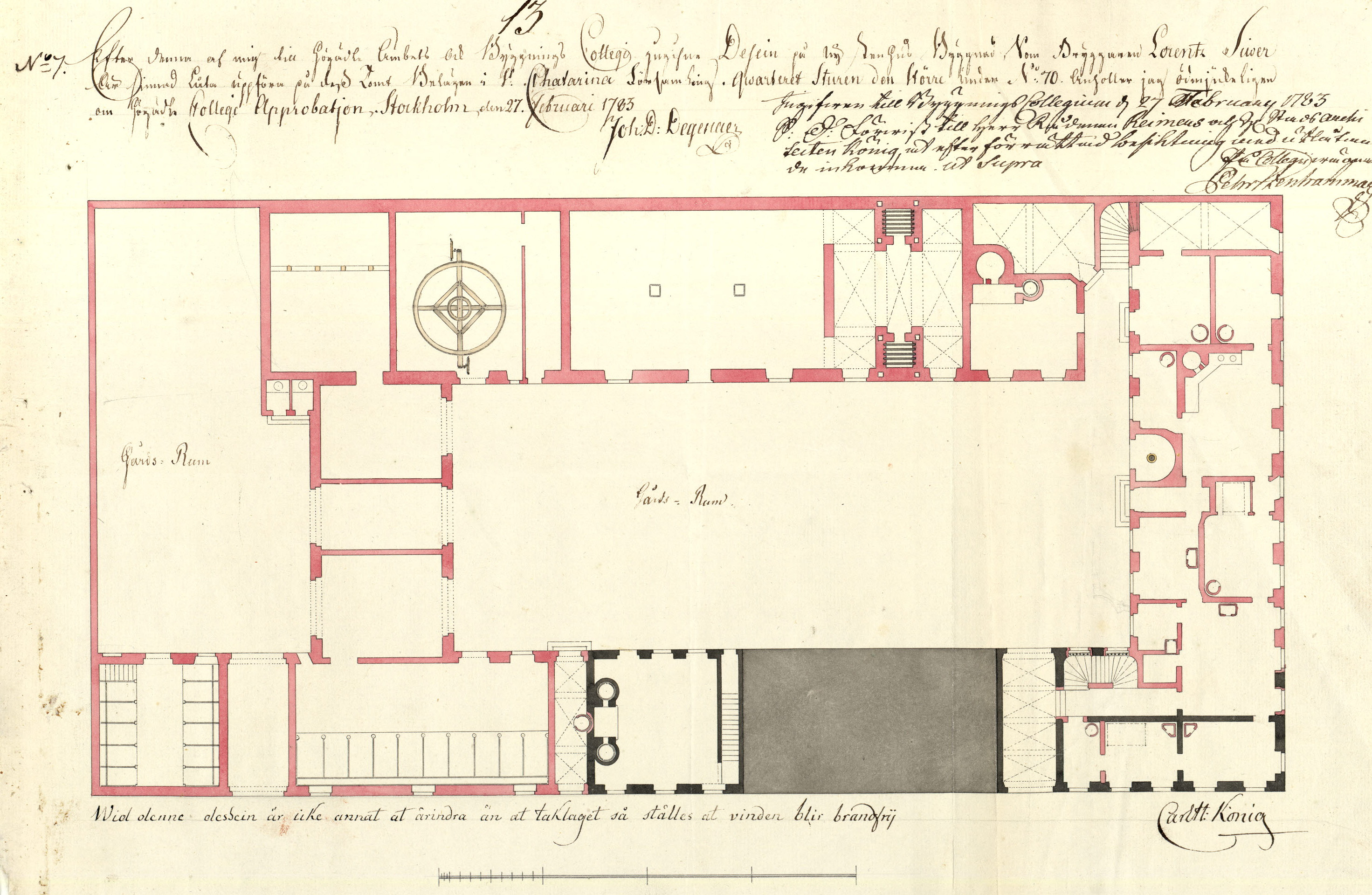
Nybyggnad i kvarteret Sturen mindre (Sifwertska kasernen), 1783.
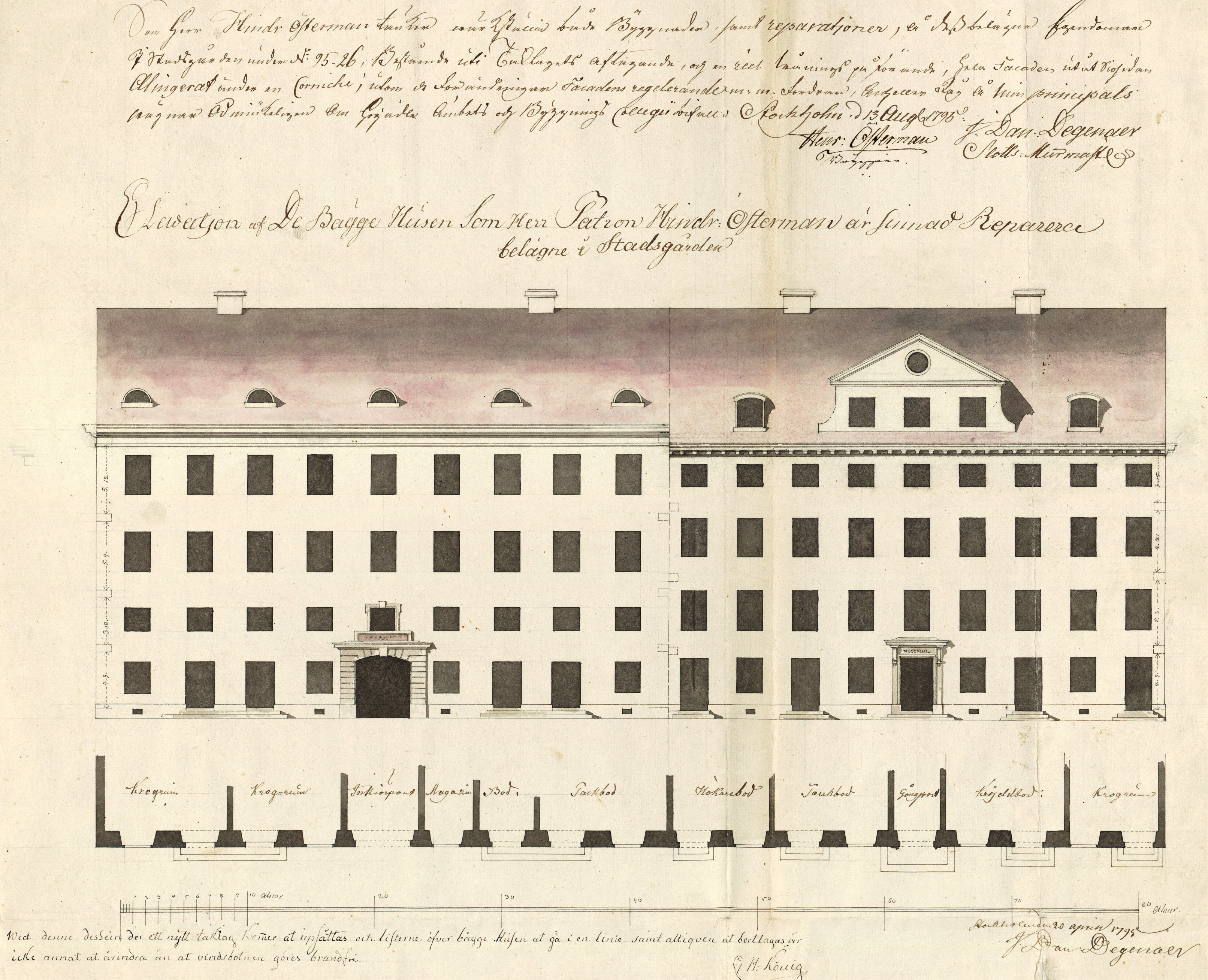
Om- och påbyggnad i kvarteret Tranbodarne, 1795.

## Ritningar på Stockholms stadsarkiv
- Ett urval av Johan Daniel Degenaers byggnadsritningar.